# Copa da Escócia de 1997–98
A Copa da Escócia de 1997-98 foi a 113º edição do torneio mais antigo do futebol da Escócia. O campeão foi o Heart of Midlothian F.C, que conquistou seu 6º título na história da competição ao vencer a final contra o Rangers F.C., pelo placar de 2 a 1.

## Premiação
| Copa da Escócia de 1997-98                  |
| Escócia                                     |
| ------------------------------------------- |
| Heart of Midlothian F.C Campeão (6º título) |